# John Shaw
John Cameron Shaw (23 de maio de 1937 — 23 de dezembro de 1995) foi um velejador australiano, medalhista olímpico. was Ele competiu nos Jogos Olímpicos de Verão de 1972 na classe Dragon e conquistou a medalha de ouro, ao lado de John Cuneo e Thomas Anderson.
Em 2018, Shaw foi introduzido no Australian Sailing Hall of Fame ao lado de Cuneo e Anderson.